# Boubou Diallo
Boubou Diallo (4 november 2003) is een Malinees voetballer die door Standard Luik wordt uitgeleend aan FC Inter Turku.

## Carrière
Diallo werd opgeleid bij Africa Foot. In april 2022 versierde hij een contract bij de Belgische eersteklasser Standard Luik. Op 13 augustus 2022 maakte hij zijn officiële debuut voor SL16 FC, het tweede elftal van de club dat vanaf het seizoen 2022/23 uitkomt in ,Eerste klasse B. Op de openingsspeeldag kreeg hij van trainer Joseph Laumann een basisplaats tegen Club NXT. Diallo lokte in deze wedstrijd een strafschop uit, waardoor Alexandro Calut nog voor het halfuur de 2-2-eindstand op het scorebord kon zetten. Diallo speelde in zijn debuutseizoen 22 competitiewedstrijden voor SL16 FC, waarin hij geen enkele keer kon scoren.
In augustus 2023 leende Standard hem tot het einde van het kalenderjaar uit aan de Finse eersteklasser FC Inter Turku, die geen aankoopoptie bedong in het huurcontract.

## Clubstatistieken
| Seizoen         | Club             | Land             | Competitie      | Competitie | Competitie | Beker | Beker | Supercup | Supercup | Europees | Europees | Totaal | Totaal |
| Seizoen         | Club             | Land             | Competitie      | Wed.       | Dlp.       | Wed.  | Dlp.  | Wed.     | Dlp.     | Wed.     | Dlp.     | Wed.   | Dlp.   |
| --------------- | ---------------- | ---------------- | --------------- | ---------- | ---------- | ----- | ----- | -------- | -------- | -------- | -------- | ------ | ------ |
| 2022/23         | SL16 FC          | Vlag van België  | Eerste klasse B | 22         | 0          | —     | —     | —        | —        | —        | —        | 22     | 0      |
| 2023            | → FC Inter Turku | Vlag van Finland | Veikkausliiga   | 1          | 0          | 0     | 0     | —        | —        | —        | —        | 1      | 0      |
| Carrière totaal | Carrière totaal  | Carrière totaal  | Carrière totaal | 23         | 0          | 0     | 0     | 0        | 0        | 0        | 0        | 23     | 0      |

Bijgewerkt op 25 augustus 2023.